# Dwerghoutkevers
De dwerghoutkevers of platte houtknotskevers (Cerylonidae) zijn een familie van insecten in de orde der kevers (Coleoptera).

## Onderfamilies
- Euxestinae Grouvelle, 1908
- Loeblioryloninae Ślipiński, 1990
- Ostomopsinae Sen Gupta & Crowson, 1973
- Murmidiinae Jacquelin du Val, 1858
- Ceryloninae Billberg, 1820

## In Nederland waargenomen soorten
- Genus: Cerylon
  - Cerylon deplanatum
  - Cerylon fagi
  - Cerylon ferrugineum
  - Cerylon histeroides - (Platte houtknotskever)
  - Cerylon impressum
- Genus: Murmidius
  - Murmidius ovalis